# Валентичі
Валентичі (хорв. Valentići) — населений пункт у Хорватії, в Істрійській жупанії у складі громади Каштелир-Лабинці.

## Населення
Населення за даними перепису 2011 року становило 66 осіб.
Динаміка чисельності населення поселення:

## Клімат
Середня річна температура становить 11,41 °C, середня максимальна – 24,10 °C, а середня мінімальна – -3,83 °C. Середня річна кількість опадів – 879 мм.
| Клімат поселення                              | Клімат поселення | Клімат поселення | Клімат поселення | Клімат поселення | Клімат поселення | Клімат поселення | Клімат поселення | Клімат поселення | Клімат поселення | Клімат поселення | Клімат поселення | Клімат поселення | Клімат поселення |
| Показник                                      | Січ.             | Лют.             | Бер.             | Квіт.            | Трав.            | Черв.            | Лип.             | Серп.            | Вер.             | Жовт.            | Лист.            | Груд.            |                  |
| Середній максимум, °C                         | 6,06             | 8,08             | 12,32            | 15,89            | 20,74            | 24,10            | 23,96            | 23,78            | 19,70            | 14,40            | 8,88             | 4,96             |                  |
| Середня температура, °C                       | 1,12             | 3,13             | 7,39             | 10,96            | 15,80            | 19,16            | 21,23            | 21,08            | 16,98            | 11,68            | 6,18             | 2,23             |                  |
| Середній мінімум, °C                          | −3,83            | −1,8             | 2,46             | 6,02             | 10,85            | 14,21            | 18,52            | 18,35            | 14,27            | 8,97             | 3,46             | −0,47            |                  |
| Норма опадів, мм                              | 49               | 46               | 57               | 64               | 78               | 95               | 84               | 92               | 86               | 84               | 83               | 61               |                  |
| Середньомісячна швидкість вітру, м/с          | 1.70             | 1.90             | 2.30             | 2.20             | 2.04             | 1.89             | 1.80             | 1.64             | 1.62             | 1.66             | 1.74             | 1.74             |                  |
| Середньомісячна сонячна радіація, кДж/м²·день | 4087             | 6855             | 10428            | 14852            | 18781            | 20559            | 21374            | 18708            | 13940            | 8715             | 4554             | 3301             |                  |
| --------------------------------------------- | ---------------- | ---------------- | ---------------- | ---------------- | ---------------- | ---------------- | ---------------- | ---------------- | ---------------- | ---------------- | ---------------- | ---------------- | ---------------- |
| Джерело:                                      |                  |                  |                  |                  |                  |                  |                  |                  |                  |                  |                  |                  |                  |